# 어아찌안
어아찌안(민난어 백화자: ô-á-chian, 한자: 蚵仔煎, 병음: ézǐjiān 어쯔젠[*])은 타이완의 음식이다. 녹말(감자 녹말)과 달걀 반죽에 참굴을 넣어 부쳐낸 음식으로, 스린 야시장을 비롯한 타이완의 야시장에서 흔히 볼 수 있다.

## 같이 보기
- 굴전
- 어아미수앙
- 차이뽀능